# Atletismo nos Jogos Pan-Americanos de 1991 - 10 km marcha atlética feminina
A prova dos 10 km da marcha atlética feminina nos Jogos Pan-Americanos de 1991 foi realizada em 8 de agosto em Havana, Cuba.

## Medalhistas
| Ouro                        | Prata                             | Bronze                     |
| Graciela Mendoza MEX México | Debbi Lawrence USA Estados Unidos | Maricela Chávez MEX México |

### Final
| Posição           | Nome             | Nacionalidade      | Tempo    | Notas |
| ----------------- | ---------------- | ------------------ | -------- | ----- |
| Medalha de ouro   | Graciela Mendoza | MEX México         | 46:41.56 |       |
| Medalha de prata  | Debbi Lawrence   | USA Estados Unidos | 46:41.56 |       |
| Medalha de bronze | Maricela Chávez  | MEX México         | 47:44.73 |       |
| 4                 | Lynn Weik        | USA Estados Unidos | 47:54    |       |
| 5                 | Yoslaine Puñales | CUB Cuba           | 51:07    |       |
| 6                 | Lora Rigutto     | CAN Canadá         | 53:32    |       |
| 7                 | María Calderín   | CUB Cuba           | 54:35    |       |
| 8                 | Magdalena Guzmán | ESA El Salvador    | 54:57    |       |